# Salvatore Schillaci
Salvatore Schillaci (cunoscut și ca Totò Schillaci; n. 1 decembrie 1964, Palermo, Italia – d. 18 septembrie 2024, Palermo, Italia) a fost un jucător italian de fotbal. De-a lungul carierei a jucat pentru Messina (1982–1989), Juventus (1989–1992), Internazionale (1992–1994) și Júbilo Iwata (1994–1997). A fost câștigătorul Ghetei de Aur a Campionatului Mondial de Fotbal 1990, marcând șase goluri.